# Balestjärnen
Balestjärnen är en sjö i Örnsköldsviks kommun i Ångermanland och ingår i Moälven-Nätraåns kustområde. Sjön är 17,5 meter djup, har en yta på 0,0719 kvadratkilometer och är belägen 40 meter över havet. Sjön avvattnas av en 270 meter lång bäck som mynnar i Sör-Balesviken. Balestjärnen ligger i Balesudden Natura 2000-område. Vid provfiske har abborre fångats i sjön.

## Delavrinningsområde
Balestjärnen ingår i det delavrinningsområde (701001-164624) som SMHI kallar för Utloppet av Balestjärnen. Medelhöjden är 62 meter över havet och ytan är 0,4 kvadratkilometer. Det finns inga avrinningsområden uppströms utan avrinningsområdet är högsta punkten. Avrinningsområdets utflöde mynnar i havet. Avrinningsområdet består mestadels av skog (81 procent). Avrinningsområdet har 0,08 kvadratkilometer vattenytor vilket ger det en sjöprocent på 18,9 procent.